# Särkkisenjärvi
Särkkisenjärvi este o arie protejată (arie de protecție specială avifaunistică — SPA) din Finlanda întinsă pe o suprafață de 29 ha, integral pe uscat.

## Localizare
Centrul sitului Särkkisenjärvi este situat la coordonatele 63°23′47″N 23°44′50″E / 63.3964°N 23.7472°E.

## Înființare
Situl Särkkisenjärvi a fost declarat arie de protecție specială avifaunistică în august 1998 pentru a proteja 6 specii de animale.

## Biodiversitate
Situată în ecoregiunea boreală, aria protejată nu include niciun habitat protejat.
La baza desemnării sitului se află mai multe specii protejate de  păsări (6): erete de stuf (Circus aeruginosus), erete vânăt (Circus cyaneus), lebădă de iarnă (Cygnus cygnus), cocor (Grus grus), corcodel-urechiat (Podiceps auritus), rață cârâitoare (Spatula querquedula).
Pe lângă speciile protejate, pe teritoriul sitului au mai fost identificate 2 specii de plante.